# Sankt Aegidi
Sankt Aegidi est une commune autrichienne du district de Schärding en Haute-Autriche.